# St Mary’s Church (Lutterworth)

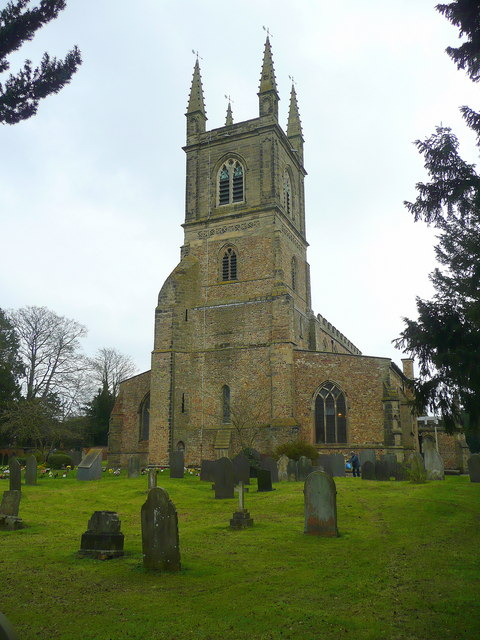
Mary’s Church, Ansicht aus Westen

St Mary’s Church in Lutterworth (Distrikt Harborough, Grafschaft Leicestershire) im geographischen Zentrum Englands ist eine  anglikanische Pfarrkirche in der Diözese Leicester der Church of England. Das Bauwerk ist seit 1955 eingestuft als Listed Building des Grade I.

## Geschichte
Die Kirche wurde im 13. Jahrhundert erbaut und in den zwei nachfolgenden Jahrhunderten umgestaltet. Der obere Turmabschnitt stammt aus dem frühen 18. Jahrhundert. Sir George Gilbert Scott restaurierte die Kirche von 1866 bis 1869.
John Wyclif, der die Bibel ins Englische übersetzte, war von 1374 bis 1384 Rektor der Kirche.